# Captain Pipe
Captain Pipe (* vermutlich 1740; † 1818), auch Konieschquanoheel oder Hobocan genannt, war ein Häuptling der Munsee, einem Stamm der Lenni Lenape, und Mitglied des Wolf-Klans.
Die Lenape nannten nur ungern ihren richtigen Namen und der Gebrauch von Spitznamen war sehr verbreitet. Zum Beispiel war der reale Name von Captain Pipe Konieschquanoheel, das heißt Macher des Tageslichts. Sein Spitzname jedoch lautete Hobocan, das bedeutet Tabakspfeife, daher stammt demnach sein historischer Name Captain Pipe.

## Jugendjahre

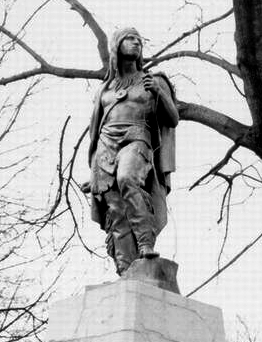
Statue von Captain Pipe in Barberton (Ohio)

Das Geburtsdatum Captain Pipes ist umstritten, einige Historiker legen sich auf 1725 fest, andere meinen dagegen, er wäre um 1740 geboren, was eher wahrscheinlich ist. Über seine Jugendjahre ist wenig bekannt. Vermutlich wurde er am Susquehanna River in Pennsylvania geboren und sein Onkel war Häuptling Custaloga. Seine frühen Jahre verbrachte er entweder in Custalogas Dorf am French Creek im heutigen Mercer County in Pennsylvania oder im zweiten Lenape-Dorf Cussewago beim heutigen Meadville im Crawford County.
Erstmals wurde Captain Pipe im Juli 1759 als Teilnehmer einer Konferenz in Fort Pitt erwähnt, bei der Krieger der Irokesen, Shawnee, Lenni Lenape und der britische Indianeragent Hugh Mercer anwesend waren. Um diese Zeit lebten die Munsee am Zusammenfluss von Sandy und Tuscarawas River.
Pipe war zu dieser Zeit vermutlich erst neunzehn Jahre alt, also viel zu jung, um schon bekannt zu sein. Das nächste Mal erscheint sein Name 1762 auf einer Vereinbarung zwischen den Lenape und dem Herrnhuter Missionar Karl Friedrich Post. Post besuchte die Lenape zusammen mit dem jungen John Heckewelder, der die Indianer in das Christentum einführen sollte. Sie wollten dort eine Blockhütte als Schule und Missionsgebäude errichten und ein kleines Feld für den Maisanbau abstecken. Die Lenape jedoch befürchteten, dass die Briten an dieser Stelle ein Fort bauen würden. Erst als Post ihre Bedenken zerstreut hatte, unterzeichneten sie einen Vertrag, in dem sie den Missionaren die Anlage eines Gartens in der Größe von 50 Schritt in jeder Richtung erlaubten, für den Anbau von Mais und Gemüse für den Eigenbedarf. Dem jungen Häuptling Hobocan fiel die Aufgabe zu, das Feld mit Pfosten an jeder Ecke abzustecken. Er zeigte sich den Missionaren gegenüber sehr misstrauisch, hatte doch sein Volk von den europäischen Siedlern in Delaware, New Jersey und Pennsylvania viel Unrecht erfahren.

## Feind der Langmesser
Im Jahr 1764 führte Colonel Henry Bouquet während des Pontiac-Aufstands einen Feldzug gegen die Stämme am Muskingum River. Als er mit seinen Truppen Fort Pitt erreichte, unterbrach er den Marsch für einige Tage. Einige Indianer erschienen am Nordufer des Ohios, überquerten den Fluss und wollten mit den Briten sprechen. Sie konnten jedoch den Militärs ihr Anliegen nicht verständlich machen, wurden als Spione verdächtigt und festgehalten. Einer von ihnen war vermutlich der junge Captain Pipe, der in Fort Pitt bleiben musste, bis Colonel Bouquet vom Muskingum River zurückkehrte. Nach seiner Ankunft diktierte er den Lenape und Shawnee die harten Friedensbedingungen. Die Indianer waren darüber empört und bestimmten Captain Pipes zukünftige feindliche Haltung gegenüber den Langmessern, wie die militanten weißen Grenzkämpfer von den Indianern genannt wurden.
Im Gegensatz zu Captain Pipe war White Eyes, Häuptling des Schildkröten-Klans, freundlich gegenüber den Missionaren und weißen Siedlern im westlichen Pennsylvania eingestellt. Im Jahr 1765 nahm Captain Pipe zusammen mit 600 Indianern an einer Konferenz in Fort Pitt teil und nochmals 1768, als sogar über 1.000 Irokesen, Lenape, Shawnee, Wyandot und Mohegan zusammenkamen. In der Zwischenzeit hatte sich ein Machtkampf zwischen White Eyes und Captain Pipe bei den Ratsversammlungen entwickelt. White Eyes war ein aufrichtiger, mutiger Mann und hatte die Befürchtung, dass Krieg gegen die Weißen an der Siedlungsgrenze zu militärischen Strafexpeditionen führen könnte. Captain Pipe dagegen war selbstbewusst und ehrgeizig, er hasste die Langmesser und wünschte sich die Zeit herbei, in der er das Kriegsbeil ausgraben konnte. Die jungen Krieger unterstützten seine Kriegspläne, doch die meisten Mitglieder von White Eyes’ Schildkröten-Klan waren absolut dagegen.
1771 sandte er eine Nachricht an John Penn, den Gouverneur von Pennsylvania, in der er sich über weiße Aggressionen und Missetaten beschwerte. Doch es änderte sich nichts und 1774 trafen sich Captain Pipe, White Eyes und andere Häuptlinge mit dem Agenten von Gouverneur Dunmore, John Conelly, in Fort Pitt, um über kürzliche Übergriffe auf indianisches Gebiet und den Mord an der Familie Logans, eines Mingo-Häuptlings, zu sprechen. Man bemühte sich um Verständigung, doch vergeblich, denn wenig später kam es an der Mündung des Kanawha in den Ohio River der Schlacht von Point Pleasant zwischen Lord Dunmores Truppen und Indianern. Es ist nicht bekannt, wie viele Lenape an diesem verlustreichen Gefecht teilgenommen haben, das die Indianer schließlich verloren. Um 1773 wurde Captain Pipe Nachfolger von Häuptling Custaloga.

## Amerikanischer Unabhängigkeitskrieg

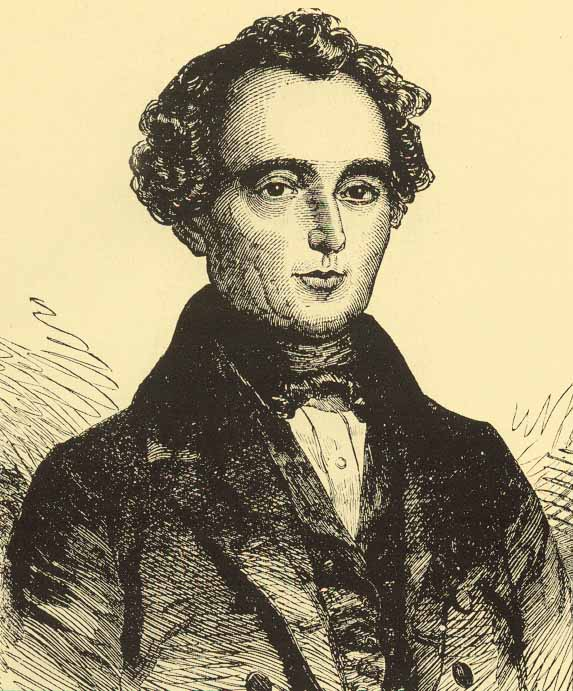
Colonel William Crawford

1775 brach der Amerikanische Unabhängigkeitskrieg (1775–1782) aus. Damit wurde die konfliktreiche Situation im Grenzland weiter verschärft und es kam wiederholt zu Gräueltaten zwischen weißen Siedlern und Indianern. 1778 wurde eine erneute Konferenz in Fort Pitt einberufen, an der neben den beiden Beauftragten der neuen amerikanischen Regierung, Andrew und Thomas Lewis, die Lenape-Häuptlinge White Eyes, Killbuck und Captain Pipe teilnahmen. Sie unterschrieben den ersten Vertrag zwischen der neuen Regierung der Vereinigten Staaten, dem Continental Congress, und den Indianern.
Im Februar 1778 begann der erste Feldzug der Amerikaner in das Ohiogebiet, um die britischen Aktivitäten in der Region zu unterbinden. General Edward Hand führte 500 Milizionäre aus Pennsylvania in einem Marsch von Fort Pitt aus an den Cuyahoga River, um britische Waffenlager für die Indianer zu vernichten. Aufgrund des schlechten Wetters verfehlte die Expedition ihr Ziel und auf dem Rückmarsch überfielen einige von Hands Leuten friedliche Lenni Lenape, töteten einen Mann und mehrere Frauen und Kinder, darunter Familienangehörige von Captain Pipe. Hands Feldzug erhielt später den Spottnamen Squaw Kampagne.
Im gleichen Jahr ersuchte General Lachlan McIntosh, der Kommandant von Fort Pitt, die Lenape um Erlaubnis, durch ihr Land gegen die Briten in Detroit zu ziehen. Die Lenape gestatteten es unter der Bedingung, dass die Amerikaner in der Nähe ein Fort zum Schutz vor den Briten und weißen Siedlern bauten. McIntosh stimmte zu, ließ Fort Laurens in der Nähe der Lenape-Dörfer im östlichen Ohio bauen und forderte die Lenape auf, mit ihm gegen Detroit zu kämpfen. Diese erkannten bald, dass die Amerikaner viel zu schwach waren, um sie gegen die Briten und deren indianische Verbündete zu schützen. Captain Pipe und viele Lenape verließen den Tuscarawas River und zogen an den Walhonding River, etwa 20 km oberhalb der heutigen Stadt Coshocton.
Trotzdem blieb Captain Pipe zunächst neutral, bis der amerikanische Colonel Daniel Brodhead im April 1781 das Lenape-Dorf Coshocton zerstörte. Danach zog Pipe mit den überlebenden Lenape vom Walhonding River zu den militanten Indianerdörfern der Wyandot und Seneca am Sandusky River. Am Tymochtee Creek bauten sie ein Dorf, das als Pipes Town bekannt wurde und in der Nähe des heutigen Ortes Crawford im Wyandot County lag. Dort wurden sie von den Briten aus Detroit mit Decken, Waffen und Munition versorgt und überfielen amerikanische Siedler im westlichen Pennsylvania. Im Herbst zog Pipe mit 300 Kriegern an den Tuscarawas River, um die in Gnadenhütten lebenden christlichen Lenape oder Mährischen Indianer zu evakuieren und an den Sandusky nach Captive Town zu bringen.
Anfang März 1782 kamen 160 Pennsylvania-Milizionäre unter Colonel David Williamson nach Ohio. Sie waren auf der Suche nach Indianern, die zuvor Siedler in Pennsylvania überfallen hatten und verantwortlich für den grauenvollen Mord an einer weißen Frau und ihrem Baby waren. Williamsons Leute nahmen eine Gruppe von etwa 100 christlichen Lenape im Dorf Gnadenhütten gefangen, die der Hunger aus Captive Town nach Gnadenhütten zurückgetrieben hatte. Sie wollten die Maisernte vom vergangenen Herbst einbringen. Williamson verdächtigte die Lenape, zumeist Frauen und Kinder, dass sie die feindlichen Krieger unterstützt hätten und ließ sie mit einem Böttcherschlägel umbringen. Das Gnadenhütten-Massaker hatte schlimme Auswirkungen auf das Verhältnis zwischen Indianern und Weißen an der Siedlungsgrenze.

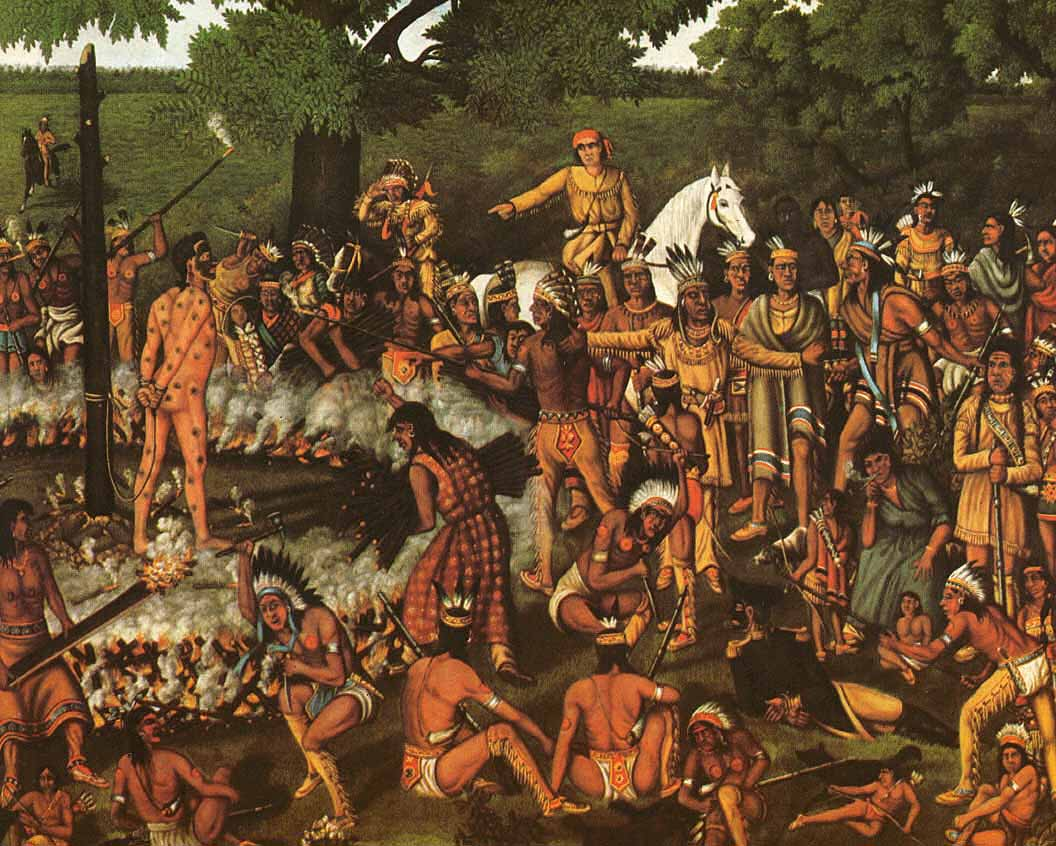
Crawford am Marterpfahl, von James Boroff (Ausschnitt)

Im Sommer 1782 fand der Crawford-Feldzug statt, der die Zerstörung der Indianerdörfer am Sandusky River zum Ziel hatte. Unter den etwa 500 Freiwilligen der Pennsylvania-Miliz, die von Colonel William Crawford geführt wurden, befanden sich auch viele Teilnehmer am Gnadenhütten-Massaker. Das Ziel des Feldzugs wurde verraten und Captain Pipe wusste alsbald, dass die Schuldigen von Gnadenhütten im Anmarsch waren. Im Juni 1782 kam es zur Schlacht von Battle Island. Die Amerikaner mussten schließlich der indianischen Übermacht weichen und ergriffen die Flucht. Dabei gerieten Crawford und einige seiner Männer in Gefangenschaft. Aus Rache für Gnadenhütten wurden sie fast alle getötet und Colonel Crawfords Hinrichtung war besonders grausam. Captain Pipe beschuldigte Crawford öffentlich des Mordes an den christlichen Indianern, obwohl dieser selbst nicht in Gnadenhütten dabei war, wohl aber bei der Squaw Kampagne. Captain Pipe färbte ihm persönlich das Gesicht schwarz, das Zeichen seines baldigen Todes. Danach wurde er an den Marterpfahl gebunden und über zwei Stunden lang gequält, bevor sie ihn lebendig verbrannten. Nur zwei Amerikaner konnten fliehen, darunter Dr. John Knight, der später seine Erlebnisse publizierte, wodurch die ohnehin schon schlechten Beziehungen zwischen Amerikanern und Indianern noch mehr belastet wurden.

## Nach dem Krieg
Das umstrittene Gebiet am Ohio River wurde in den Jahren um 1880 offiziell Northwest Territory (dt.: Nordwest-Territorium) genannt. Auch nach dem Amerikanischen Unabhängigkeitskrieg widersetzte sich Captain Pipe dem Vordringen der weißen Siedler. Er änderte aber seine Politik, nachdem er erkannt hatte, dass sein Volk keine Chance gegen die weißen Amerikaner hatte. Pipe begann, Verträge mit der amerikanischen Regierung auszuhandeln, die seinem Volk Landbesitz sichern sollten.
Als sich die ersten Siedler im Jahr 1788 in der Gegend des heutigen Marietta in Ohio niederließen, hatten Captain Pipe und etwa 70 Lenape-Krieger in der Nähe ihr Lager aufgeschlagen. Aus dieser Zeit stammt auch eine Beschreibung von General Josiah Harmar, der ihn als kräftigen alten Burschen bezeichnete, der einem Gentleman ähnlicher war, als die meisten Leute an der Siedlungsgrenze. Auch von anderen Zeitgenossen wird er jetzt Old Pipe genannt, er war jedoch in diesem Jahr der meisten zuverlässigen Quellen zufolge erst 48 Jahre alt. Captain Pipe zog mit seiner Gruppe auf die Jagd nach Pelztieren in das Gebiet des Muskingum Rivers und seiner Nebenflüsse. Die erbeuteten Pelze tauschte er gegen Lebensmittel und andere Waren, um seinen Stamm zu versorgen.
Captain Pipes Rolle im Little Turtles Krieg ist unklar. Einige Historiker behaupten, dass ein Teil seiner Lenape-Gruppe ihm nicht in diesen Krieg folgen wollte. Der Little Turtles Krieg begann mit einer Serie von amerikanischen Niederlagen, als die Amerikaner Dörfer der Indianer im nordwestlichen Ohio angriffen. General Josiah Harmars schlecht ausgebildete Truppen wurden 1790 am oberen Wabash River in einen Hinterhalt gelockt und verloren 183 Männer. Am 4. November 1791 erlitt General Arthur St. Clair bei einer Strafexpedition ins westliche Ohio eine noch größere Niederlage durch Miami und Shawnee unter den Häuptlingen Little Turtle und Blue Jacket. St. Clair verlor in dem Gefecht insgesamt 948 Tote und Verwundete, das damit als die verlustreichste Schlacht der Amerikaner gegen die Indianer gilt. Es ist überliefert, dass Captain Pipe später von seinen Erlebnissen in dieser für die Indianer erfolgreichen Schlacht berichtet hat. Bei der Unterzeichnung des Friedensvertrages von Greenville im August 1795 gehört er nicht zu den unterzeichnenden Häuptlingen. Offenbar war er durch das Bündnis mit Little Turtle bei seinem Volk in Ungnade gefallen. Captain Pipe zog danach mit einigen treuen Gefolgsleuten an die Quellflüsse des Mohican Rivers, zum Jerome Fork. Aus den Jahren 1808 und 1809 gibt es Berichte der Siedler, dass Old Pipe und seine Gruppe im Gebiet der heutigen Stadt Jeromesville am Jerome Fork in Ohio von 1895 bis 1812 in einem Dorf bei den Mohican gelebt hatte. In diesen Aufzeichnungen wird er als großer, schlanker und würdevoller, etwa 70 Jahre alter Mann, in indianischer Kleidung beschrieben. Im Frühling 1812 zog Captain Pipe mit seiner Gruppe nach Westen in die Gegend der heutigen Stadt Orestes in Indiana.
Das Sterbedatum Captain Pipes ist unbekannt, aber vermutlich starb er um 1818 in der Nähe von Orestes und ist dort auch beerdigt worden. Aus anderen Quellen jedoch geht hervor, er sei 1814 nach Kanada gezogen und dort gestorben. Im gleichen Jahr unterzeichneten Captain Pipe, Killbuck und White Eyes und dreizehn weitere Lenape einen Vertrag mit den Vereinigten Staaten. Hierbei handelte es sich aber offensichtlich um Söhne der Häuptlinge gleichen Namens. Der Vertrag von St. Marys von 1818 sah vor, dass die Lenape innerhalb von drei Jahren von Indiana nach Missouri umziehen mussten.